# Distathma fuegiana
Distathma fuegiana är en stekelart som först beskrevs av Carlos Schrottky 1902.  Distathma fuegiana ingår i släktet Distathma och familjen brokparasitsteklar. Inga underarter finns listade i Catalogue of Life.